# Diomys crumpi
Diomys crumpi är en däggdjursart som beskrevs av Thomas 1917. Diomys crumpi är ensam i släktet Diomys som ingår i familjen råttdjur. Internationella naturvårdsunionen kategoriserar arten globalt som otillräckligt studerad. Inga underarter finns listade i Catalogue of Life.
Denna gnagare når en kroppslängd (huvud och bål) av 10 till 15 cm och svansen är lika lång eller något kortare. Vikten varierar mellan 50 och 78 gram. Den tjocka och mjuka pälsen har på ovansidan en gråsvart färg och buken samt fötterna är vitaktiga. Svansen är bara glest täckt med hår. Arten skiljer sig från sina närmaste släktingar, bland annat indiska mjukpälsråttor (Millardia), i detaljer av skallens konstruktion. Liknande detaljer finns däremot hos släktet bandicootråttor (Bandicota), men de är inte lika nära släkt med Diomys crumpi.
Arten är bara känd från två områden i västra Nepal respektive norra Myanmar. Individerna hittades i bergstrakter som ligger 1000 till 2000 meter över havet. Habitatet utgörs av olika slags skogar och dessutom besöks jordbruksmark.
Individerna vistas vanligen på marken. Annars är inget känt om levnadssättet.